# Neoplatonismo y gnosticismo
El gnosticismo se refiere a un conjunto de grupos religiosos con raíces en la religiosidad hebrea de Alejandría de los primeros siglos de la era cristiana. El neoplatonismo es una escuela filosófica helenística que toma forma en el siglo III, y se basa en las enseñanzas de Platón y algunos de sus primeros discípulos. Mientras el gnosticismo estuvo influenciado por el Platonismo Medio, los neoplatónicos del siglo III en adelante rechazaron el gnosticismo.

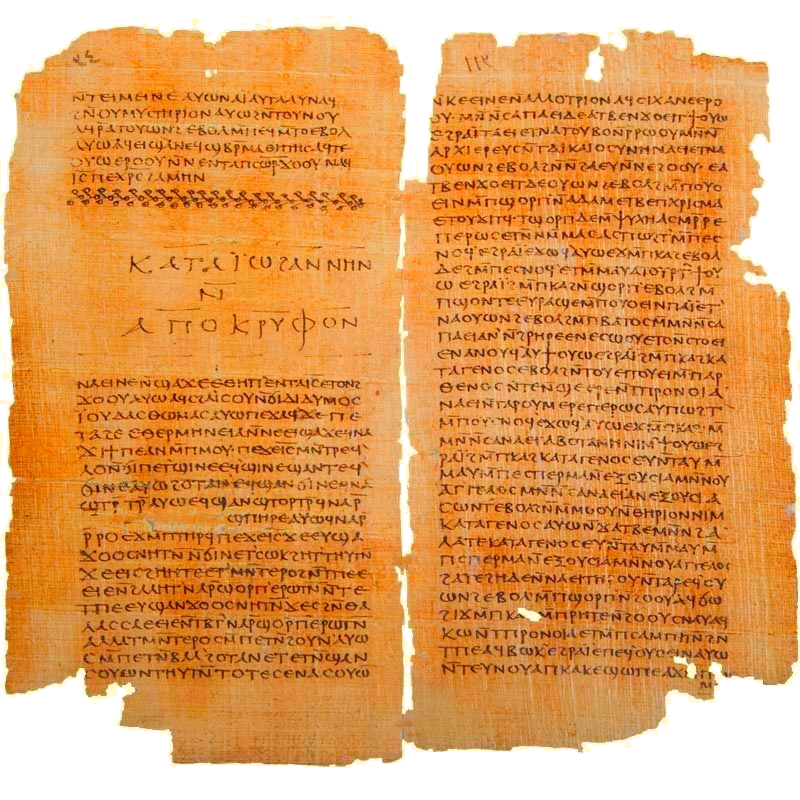
El Evangelio de Tomás - Manuscritos de Nag Hammadi

## Gnosticismo
El gnosticismo se origina hacia finales del siglo I en sectas judías no rabínicas y primeras grupos cristianos, y muchos textos de la biblioteca de Nag Hammadi hacen referencia al judaísmo, en algunos casos con un tajante rechazo al Dios hebreo.
El setianismo pudo haber comenzado como una tradición precristiana, posiblemente un movimiento bautismal mediterráneo hebreo sincrético . desde el valle del Jordán, con elementos paganos babilónicos y egipcios [cita requerida], y elementos de la filosofía helénica. Tanto los gnósticos setianos como los gnósticos valentinianos incorporaron elementos del cristianismo y de la filosofía helénica a medida que creció, incluidos elementos de Platón, platonismo medio y neopitagorismo.
Los textos anteriores de Set, como el Apocalipsis de Adán, muestran evidencias de ser precristianos y se centran en el Set de la biblia hebrea. Los textos posteriores de Set continúan interactuando con el platonismo, y textos como Zostrianos y Allogenes se basan en las imágenes de textos antiguos setianos, pero utilizan "un gran fondo de conceptualización filosófica derivada del platonismo contemporáneo (es decir, el platonismo medio tardío) ) sin rastros de contenido cristiano ".
La investigación sobre el gnosticismo ha sido muy avanzada por el descubrimiento y la traducción de los textos de Nag Hammadi, que arrojan luz sobre algunos de los comentarios más desconcertantes de Plotino y Porfirio con respecto a los gnósticos. Ahora parece claro que los gnósticos setianos y valentinianos intentaron "un esfuerzo de conciliación, incluso de afiliación" con la filosofía antigua tardía.

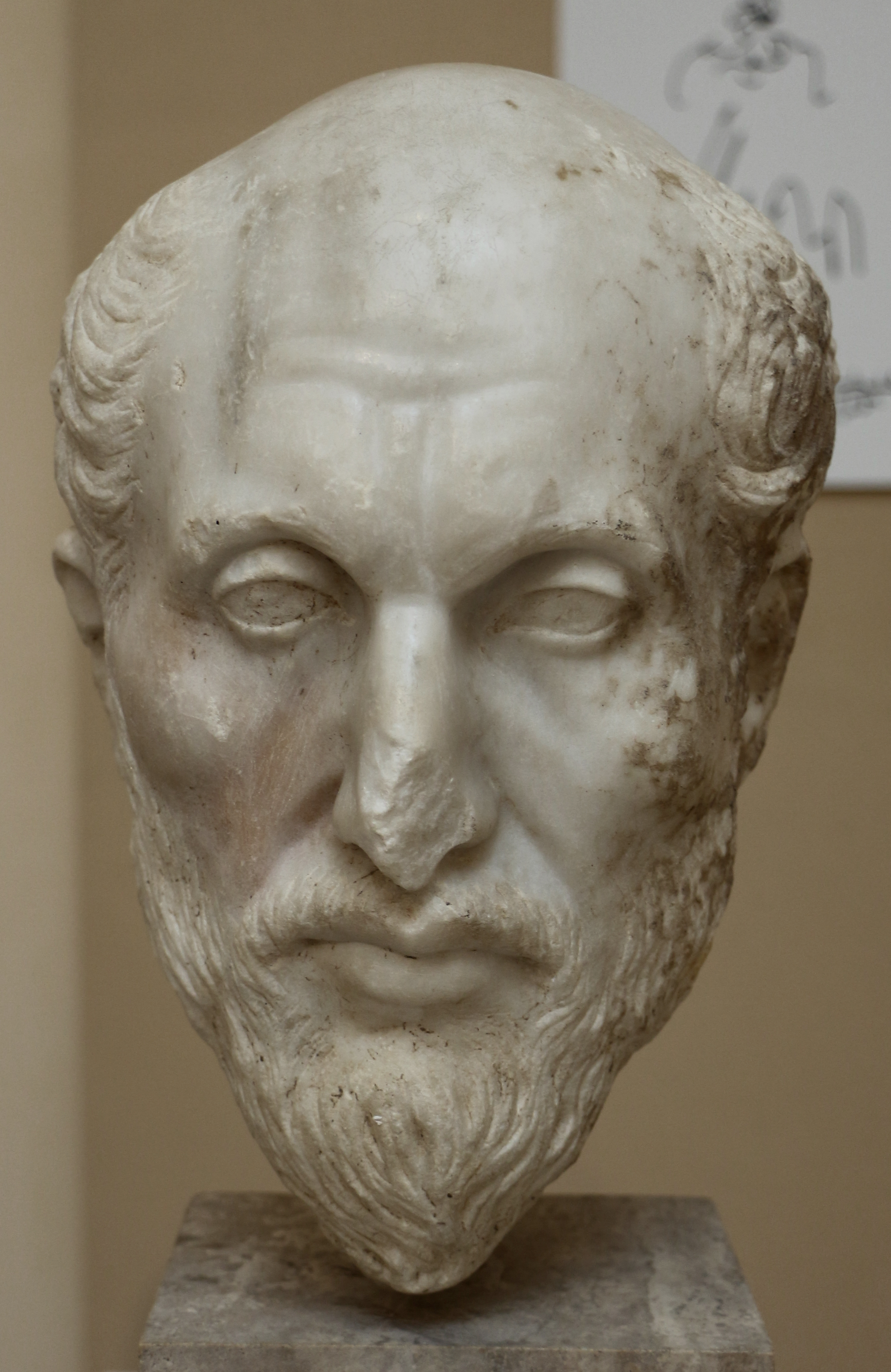
Busto de Plotino,, filósofo más representativo del Neoplatonismo

## Neoplatonismo
Para el siglo III, Plotino había cambiado el pensamiento platónico lo suficiente como para que los estudiosos modernos consideraran el período como un nuevo movimiento llamado neoplatonismo.

## Relaciones filosóficas
Los gnósticos toman prestadas muchas ideas y términos del platonismo. Exhiben una gran comprensión de los términos filosóficos griegos y del idioma griego Koiné en general, y utilizan conceptos filosóficos griegos a lo largo de su texto, incluidos conceptos como hipóstasis (realidad, existencia), ousia (esencia, sustancia, ser) y demiurgo (creador Dios). Los buenos ejemplos incluyen textos como la Hipóstasis de los Arcontes (Realidad de los gobernantes) o la Trimorfa Protennoia (El primer pensamiento que está en tres formas).
Los gnósticos estructuraron su mundo de ser trascendente mediante distinciones ontológicas.  La plenitud del mundo divino emerge de una única alta deidad por emanación, radiación, desarrollo y autorreflexión mental.  Plotino también expresó la técnica del ascenso místico contemplativo auto-ejecutable hacia, y más allá de, un reino del ser puro, que está arraigado en el Simposio de Platón y era común en el pensamiento gnóstico.
Las tríadas divinas, las tétradas y los ogdoads en el pensamiento gnóstico a menudo están estrechamente relacionados con la numerología neopitágora. La trinidad del "triple poder" (con los poderes consistentes en las modalidades de existencia, vida y mente) en Allogenes refleja bastante de cerca la doctrina neoplatónica del intelecto que se diferencia del Uno en tres fases, llamada Existencia o Realidad (hipóstasis), vida e intelecto (nous). Ambas tradiciones enfatizan en gran medida el papel de la teología negativa o la apófasis, y el énfasis gnóstico en la inefabilidad de Dios a menudo se hace eco de las formulaciones platónicas (y neoplatónicas) de la inefabilidad del Uno o del Bien.
Hubo algunas diferencias filosóficas importantes. Los gnósticos enfatizaban la magia y el ritual de una manera que habría sido desagradable para los neoplatonistas más sobrios como Plotino y Porfirio, aunque quizás no para los neoplatónicos posteriores como Jámblico . Los gnósticos estaban en conflicto con la idea expresada por Plotino de que el acercamiento a la fuerza infinita, que es la Una o la Mónada, no puede ser a través de saber o no saber. Aunque se ha discutido a qué gnósticos se refería Plotino, parece ser que eran setianos.

## Objeciones neoplatónicas
En el siglo III d. C., tanto el cristianismo como el neoplatonismo rechazan y se vuelven contra el gnosticismo, con neoplatónicos como Plotino, Porfirio y Amelio atacando a los sethianos. John D. Turner cree que este doble ataque condujo a la fragmentación del Sethianismo en numerosos grupos más pequeños ( Audianos , Borboritas , Arcónticos y quizás Phibionitas , Stratiotici y Secundianos ).
Las objeciones de Plotino parecen aplicables a algunos de los textos de Nag Hammadi, aunque otros, como los valentinianos o el Tratado tripartito, parecen insistir en la bondad del mundo y el Demiurgo. En particular, Plotino parece dirigir sus ataques contra una secta muy específica de gnósticos, especialmente una secta que tenía puntos de vista antipoliteístas, puntos de vista anti-demonios, sentimientos anti-griegos expresados, creía que la magia era una cura para las enfermedades y predicaba la salvación. fue posible sin lucha. Ciertamente, los puntos antes mencionados no son parte de ninguna definición académica del gnosticismo, y podrían haber sido exclusivos de la secta con la que Plotino había interactuado.
Plotino plantea objeciones a varios inquilinos centrales del gnosticismo, aunque algunos de ellos podrían haber provenido de malentendidos: Plotino afirma que no tuvo la oportunidad de ver a los gnósticos explicar sus enseñanzas de una manera considerada y filosófica. De hecho, parece que la mayoría de sus concepciones del gnosticismo provenían de predicadores extranjeros que él percibía como un resentimiento contra su tierra natal. No obstante, las principales diferencias entre Plotino y los gnósticos se pueden resumir de la siguiente manera:
1. Plotino sintió que los gnósticos intentaban alinear lo que él consideraba una jerarquía natural de ascensión; mientras que los gnósticos consideraban que tenían que apartarse del reino material para comenzar a ascender en primer lugar. Al igual que Aristóteles, Plotino creía que la jerarquía era observable en los cuerpos celestes, que consideraba seres conscientes por encima del rango de los humanos.
2. Plotino consideraba que el cosmos observable era la totalidad del plano sensible y, por lo tanto, eterno; mientras que los gnósticos creían que el reino material era un subconjunto del plano sensible, una distorsión creada por el Demiurgo. Por lo tanto, según Plotino, para ser consecuentes con sus ideas, los gnósticos deben haber creído que el reino material tuvo un comienzo.
3. Plotino consideró que las almas humanas deben ser nuevas en comparación con los seres que habitan en el plano celestial, y por lo tanto deben haber nacido del cosmos observable; mientras que los gnósticos consideraban que al menos una parte del alma humana debe haber venido del plano celeste, ya sea caído debido a la ignorancia o descendido intencionalmente para iluminar el plano inferior, y por lo tanto el anhelo de ascender. En consecuencia, Plotino dio a entender que tales pretensiones eran arrogantes.
4. Plotino sintió que, aunque ciertamente no era la existencia ideal para un alma, experimentar el cosmos era absolutamente necesario para ascender; mientras que los gnósticos consideraban el reino material como una mera distracción.
5. Plotino consideró que ninguna entidad maligna podría surgir del plano celestial como el Demiurgo como lo describen algunos gnósticos; mientras que algunos gnósticos realmente creían que el Demiurgo era malvado. Sin embargo, algunos otros gnósticos creían que era simplemente ignorante, y otros incluso creían que era bueno, culpándose a sí mismos por depender de ello.
6. Plotino creía que, si uno aceptaba las premisas gnósticas, esperar la muerte sería suficiente para liberarse del plano material; mientras que los gnósticos pensaban que la muerte sin la preparación adecuada solo llevaría a uno a reencarnarse nuevamente o perderse en los vientos del plano sensible. Esto en parte muestra que Plotino no entendió completamente algunos aspectos de las enseñanzas gnósticas, tal vez debido al hecho de que Plotino creía que el reino material era igual al plano sensible.
7. Plotino creía que los gnósticos simplemente deberían pensar en el mal como una deficiencia en la sabiduría; mientras que la mayoría de los gnósticos ya lo hicieron. Esto resalta otro aspecto que Plotino podría haber entendido mal, tal vez debido a sus interacciones con una secta gnóstica particular que no era representativa del gnosticismo en su conjunto.
8. Plotino creía que, para alcanzar el camino de la ascensión, uno necesitaba explicaciones precisas de lo que implica la virtud; mientras que los gnósticos creían que este tipo de conocimiento podría obtenerse intuitivamente a partir de la conexión eterna de uno con la Mónada.
9. Plotino argumentó que tratar de establecer una relación con Dios sin intermediarios celestiales sería irrespetuoso con las deidades, los hijos favorecidos de Dios; mientras que los gnósticos creían que ellos también eran hijos de Dios, y que la mayoría de los seres celestiales no se ofendería.
10. Plotino, al menos en sus textos contra los gnósticos, retrató a Dios como una entidad separada a la que las almas humanas tenían que ir; mientras que los gnósticos creían que en cada alma humana ya había una chispa divina de Dios. Sin embargo, los gnósticos no estaban en desacuerdo con la noción neoplatonista de acercarse a la fuente.
11. Plotino argumentó que Dios debería estar en todas partes según las enseñanzas gnósticas, y por lo tanto estaban siendo contradictorios al afirmar que la materia es mala; mientras que los gnósticos diferenciaban el alma de la sustancia, esta última no necesariamente tenía a Dios en ella o tenía una cantidad considerablemente menor. Este podría ser otro caso de Plotinus que malinterpreta a los gnósticos, tal vez debido a la falta de acceso a la mayoría de sus doctrinas escritas.
12. Plotino argumentó que el bien en el ámbito material es una indicación de la bondad del mismo en su conjunto; mientras que la mayoría de los gnósticos pensaban que era simplemente el resultado de la buena naturaleza de Dios deslizándose por las grietas que el Demiurgo no podía cubrir.

Plotino mismo intentó resumir las diferencias entre el neoplatonismo y ciertas formas de gnosticismo con una analogía:

Hay dos personas que ocupan la casa idéntica, una casa hermosa, donde una de ellas censura su construcción y su constructor, pero sigue viviendo en ella, y la otra no lo censura y dice que el constructor la hizo de manera más eficiente él está esperando el momento en que será liberado de la casa y ya no lo requerirá.
[...]
Es posible, entonces, no ser amantes del cuerpo, volverse puros, despreciar la muerte y conocer a los seres superiores y perseguirlos.

## Primera Conferencia Internacional
La Primera Conferencia Internacional sobre Neoplatonismo y Gnosticismo en la Universidad de Oklahoma en 1984 exploró la relación entre Neoplatonismo y Gnosticismo. La conferencia también generó un libro llamado Neoplatonismo y Gnosticismo.
El libro es un intento para documentar la creación de una conferencia en el académico mundial explorando la relación entre tardío y filosofía Platónica media y Gnosticism. El libro marca un punto de inflexión en la discusión en el tema del neoplatonismo porque tenga en cuenta el entendiendo de los gnósticos de Plotino' día en ligero del descubrimiento del Nag Hammadi biblioteca. Las discusiones más lejanas de los temas cubrieron en el libro dirigió a la formación de un comité nuevo de becarios a una vez más traducir Plotinus' Enneads. Ambos Richard Wallis y Un.H. Armstrong, los editores importantes del trabajo, ha muerto desde la conclusión del libro y conferencia.
Esta conferencia estuvo aguantada para cubrir algunos de las controversias que rodean estos asuntos y otros aspectos de los dos grupos. El objetivo del acontecimiento (y el libro que documentos el acontecimiento) era para aclarar la relación entre Neoplatonism / Neoplatonists y los grupos sectarios del día, el Gnostics. El libro republished los trabajos de un espectro ancho de becarios en el campo de filosofía. El contenido del libro constó de presentaciones que los expertos entregaron en la primera Conferencia Internacional. Un propósito era para aclarar el significado de las palabras y las frases repitieron en otras religiones y sistemas de creencia de la región mediterránea durante Plotinus' tiempo. Otro era para probar para aclarar la extensión al cual Plotinus' el trabajo siguió directamente de Platón, y cuánta influencia Plotinus tenido en las religiones de su tiempo y viceversa. La conferencia y el libro que documenta  está considerado una avenida clave  para diálogo entre los becarios diferentes en la historia de filosofía.

### Estudios y conferencias posteriores
John D. Turner de la Universidad de Nebraska ha dirigido las conferencias adicionales que cubren los temas y los materiales que relacionan a neoplatonismo y gnosticismo. Las presentaciones de estos seminarios que tuvieron lugar entre 1993 y 1998 fueron publicados en el libro Gnosticism and Later Platonism: Themes, Figures, and Texts (Society of Biblical Literature).

## Otras publicaciones
- Turner, John D., El Platonizing Sethian textos de Nag Hammadi en su Relación a Literatura Platónica más Tardía,   .
- Turner, John D., y Ruth Majercik (eds.), Gnosticismo y Platonismo más Tardío: Temas, Figuras, y Textos. Atlanta: Sociedad de Literatura Bíblica, 2000.
- Wallis, Richard T., Neoplatonismo y Gnosticismo de la Sociedad Internacional para Estudios Neoplatónicos, Nueva York, SUNY Prensa 1992.  ISBN 0-7914-1337-3, ISBN 0-7914-1338-1.